# Japanische Invasion von Tulagi
1941

Thailand – Malaiische Halbinsel – Pearl Harbor – Hongkong – Philippinen – Guam – Wake – Force Z – Borneo
1942

Burma – Rabaul – Singapur – Sumatra – Timor – Australien – Java – Salamaua–Lae – Bougainville/Buka – Shortland-Inseln – Indischer Ozean – Port Moresby – Tulagi – Korallenmeer – Midway – Nordamerika – Buna-Gona – Kokoda-Track – Nauru/Ocean Island
Südliche Salomonen

1942

Tulagi –
Guadalcanal

1943

Operation I –
Operation Vengeance –
Operation SO und SE
Zentral-Salomonen

1943

New Georgia –
Kula-Golf –
Kolombangara –
Vella-Golf –
Dogeared –
Vella Lavella –
Operation SE
Nördliche Salomonen

1943–1945

Treasury-Inseln –
Choiseul –
Kaiserin-Augusta-Bucht –
Bougainville –
Green Islands
Die Japanische Invasion von Tulagi (Operation SN) in den Salomon-Inseln fand am 3. Mai 1942 durch Einheiten der Kaiserlichen Japanischen Marine im Rahmen der Operation MO während des Pazifikkriegs im Zweiten Weltkrieg statt. Die Einnahme Tulagis fand ohne Widerstand statt, allerdings wurde die Invasionsflotte am nächsten Tag von amerikanischen Trägerflugzeugen attackiert und erlitt einige Verluste.

## Vorgeschichte

### Tulagi
Die Insel Tulagi mit der gleichnamigen Stadt liegt im südlichen Teil der Salomon-Inseln im Nggela-Archipel, auch bekannt als die Florida-Inseln. Tulagi hat eine Länge von 5,5 Kilometer und liegt 170 Meter vor der Südküste der großen Nachbarinsel Nggela Sule und etwa 30 Kilometer nördlich der Insel Guadalcanal am Ironbottom Sound.
Die Stadt Tulagi war ab 1897 die Hauptstadt des British Solomon Islands Protectorate (BSIP).

### Japanische Planung
Seit Kriegsbeginn verliefen die japanischen Operationen im Süden relativ reibungslos. Bis Anfang Januar hatten japanische Truppen an der malaysischen Front den größten Teil des Weges nach Singapur zurückgelegt und waren bis in das strategisch wichtige Kuala Lumpur vorgedrungen. Die philippinische Hauptstadt Manila wurde am 2. Januar 1942 vollständig besetzt. Auch im Pazifik waren Guam am 10. Dezember und Wake am 23. Dezember 1941 besetzt worden. Die Invasion von Rabaul erfolgte im Rahmen von Offensiven in anderen Schlüsselgebieten in der Südsee wie Balikpapan auf Borneo, Kendari auf Celebes und Ambon in den Molukken. Die strategische Überlegenheit der Japaner und australische Fehleinschätzungen japanischer Landepositionen führte dazu, dass die Rabaul-Operation sehr reibungslos verlief.
Gleichzeitig mit der Rabaul-Offensive besetzte die Marine Kavieng an der Nordwestküste Neuirlands und griff dann Gasmata an der Südküste Neubritanniens an.
Zu dieser Zeit galt als die vordere Beobachtungslinie zur Verteidigung Australiens Vila auf den Neuen Hebriden, Tulagi auf Florida Island, die Buka Passage bei Bougainville, Namatanai in Zentral-Neuirland und Lorengau auf Manus in den Admiralitätsinseln.
Als Ergebnis der Konferenz vom 7. März 1942 und dem geschlossenen Zentralabkommen zwischen Armee und Marine begannen die Japaner, eine Reihe von Vorstößen entlang zweier Achsen zu planen. Der erste Schlag würde Anfang Mai 1942 von der 4. Flotte in der Operation MO auf Port Moresby in Neuguinea und die Insel Tulagi in den Salomonen zielen und die japanische Macht über das Korallenmeer ausdehnen und die Tür zur Inselgruppe der Neuen Hebriden und Neukaledonien öffnen.

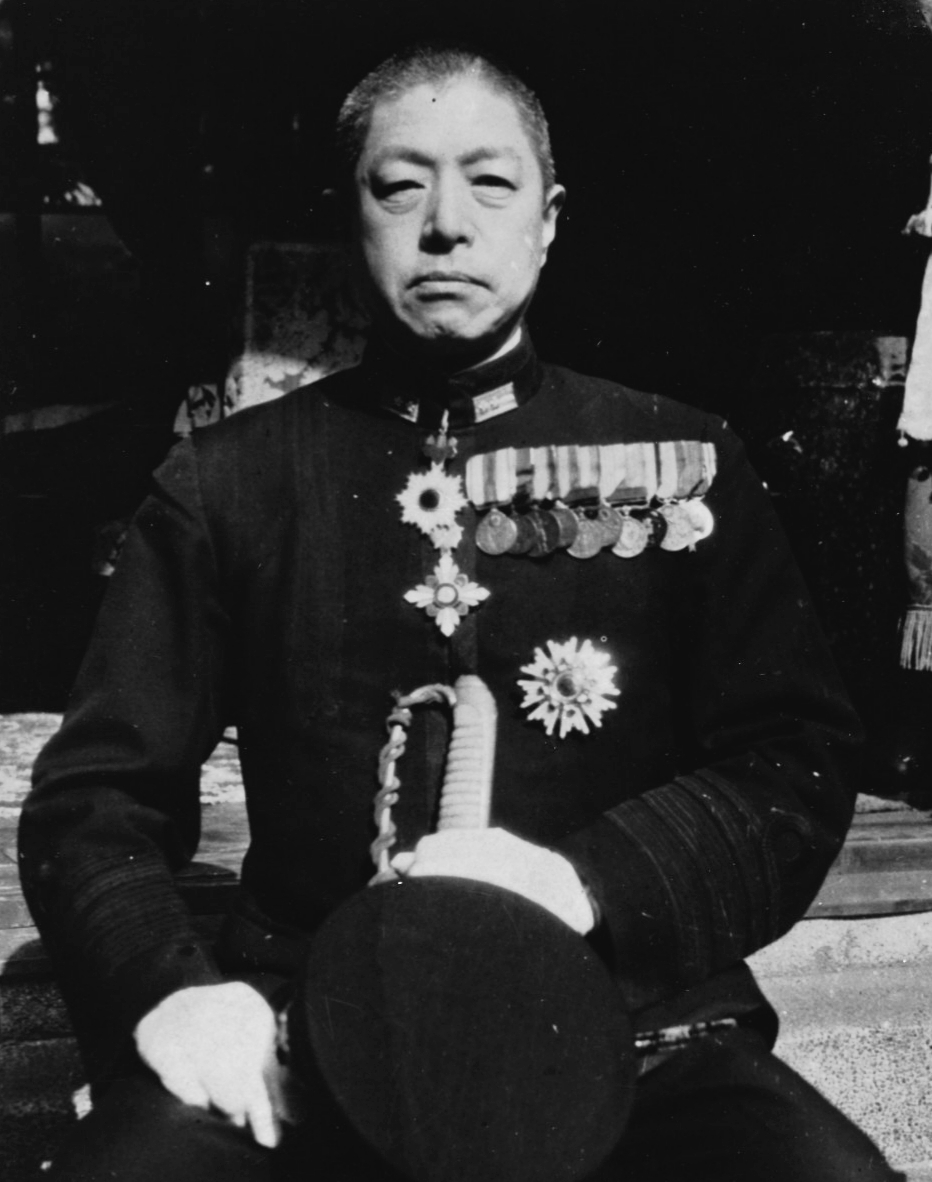
Konteradmiral Shima Kiyohide, Kommandant der Tulagi-Invasionsflotte

Auf seine Grundbestandteile reduziert, umfasste der japanische Plan daher die anfängliche Eroberung von Tulagi durch die Operation SN am 3. Mai. Die Flugzeugträger-Einsatzgruppe sollte die Tulagi-Operation decken und dann die östliche Seite der Salomonen-Inseln umfahren, um die östliche Spitze der Inselkette drehen und schließlich nach Westen in das Korallenmeer als Schutz für die Port Moresby-Invasion dienen.
Die Besetzung der Shortland-Inseln, einem vorgelagerten Stützpunkt für die Tulagi-Offensive, war Ende März abgeschlossen.

### Tulagi vor Kriegsbeginn
Nach der Besiedlung von Tulagi  lebten dort immer eine kleine Anzahl von Japanern. In den 1930er Jahren beunruhigten die regelmäßig dort auftauchenden japanischen Fischerboote die Bevölkerung. Als Japan dann nach Korea und an der Küste Chinas expandierte, nahm diese japanische Präsenz als ein Teil von Nan'y-ō, der japanischen Vision ihres rechtmäßigen Platzes in der Südsee, auf den pazifischen Inseln zu.
Das Misstrauen gegenüber den japanischen Inselbewohnern nahm mehr und mehr zu, da befürchtet wurde, dass diese im Auftrag ihrer Regierung für zukünftige militärische Zwecke die Geografie von Land und Meer auskundschaften sollten. Tatsächlich gab es japanische Einwohner, die den militärischen Vormarsch unterstützten.
Beunruhigt durch die Ereignisse in Europa, begann William Sidney Marchant, der Commissioner des British Solomon Islands Protectorate, fast unmittelbar nach seiner Ankunft in Tulagi im Jahr 1939 mit den Vorbereitungen für die Invasion. Schon im September 1939 verabschiedete die Westpazifische Hohe Kommission eine Verordnung zur Bildung einer Verteidigungsstreitmacht (BSIP Defence Force), die ein Jahr später gegründet wurde. Häftlinge halfen beim Bau eines Labyrinths von Schützengräben und Waffenlagern auf Tulagi und weitere Militärtrupps wurden ausgebildet, darunter ein chinesischer Trupp. In Vorbereitung auf den bevorstehenden Krieg wurde Gavutu ein australischer Marinestützpunkt. Im Juli 1941 verlegte die RAAF einige ihrer in Port Moresby stationierten Catalina-Wasserflugzeuge nach Gavutu, obwohl der größte Teil des Personals erst nach Februar 1942 dort eintraf. Gavutu beherbergte später 409.000 Liter Flugbenzin mit hoher Oktanzahl und zusätzliche Reserven auf Gela Sule.

## Erste Angriffe der Japaner
Die ersten Bombardierungen durch die Japaner fanden am 22. Januar 1942 statt und zwei Tage später begann die offizielle endgültige Evakuierung von Tulagi, hauptsächlich nach Auki. Die meisten Europäer waren schon im Vorfeld nach Australien evakuiert worden. Am 25. Januar wurde die Regierungsstation auf den Shortland-Inseln geschlossen und das Personal zog sich nach Gizo zurück.

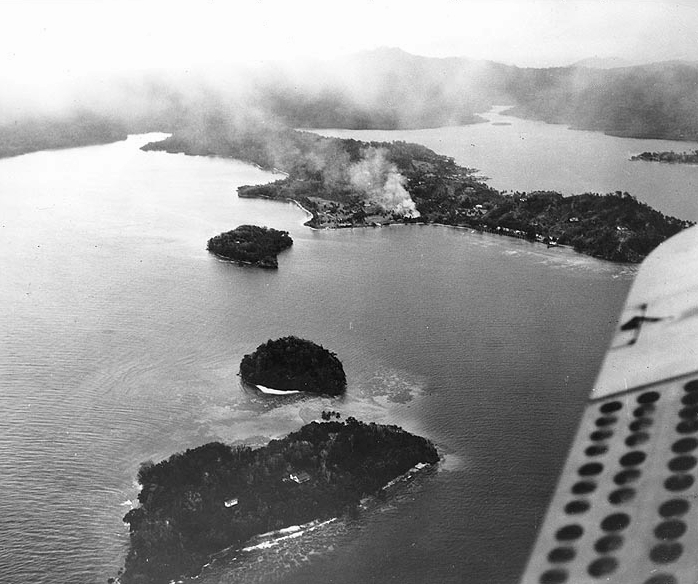
Luftaufnahme von Tulagi am 7. August 1942

Als am 26. Januar ein japanisches Aufklärungsflugzeug Tulagi überflog brachen alle verbliebenen Zivilisten zu den Russell-Inseln auf. Die Streitkräfte verließen Tulagi am 27. und 28. Januar in Richtung Malaita. Am selben Tag wurden Faisi und Gizo evakuiert und alle verbliebenen Geschäfte zerstört. Tulagi wurde am 29. Januar von einem japanischen Flugzeug beschossen und Commissioner Marchant verlegte sein Hauptquartier am 31. Januar nach Auki und zog sich am 13. Februar nach Fulisango (Furi`isango) zurück.
Nach der Evakuierung befanden sich nur noch etwa 50 australische Soldaten in Tulagi. Dazu gehörten die Besatzungen von vier PBY Catalinas, einer Abteilung der 11. Schwadron, die in Port Moresby stationiert war.
Am 30. März begann mit der Invasion der Inseln Bougainville und Buka (Operation BO) und der gleichzeitigen Besetzung der Shortland-Inseln der japanische Vorstoß auf die Salomonen. Tulagi wurde am 25. und 30. April mit landgestützten Kampfflugzeugen und großen Flugbooten angegriffen. Ein weiterer Angriff beschädigte am 1. Mai eine der australischen Catalinas und in der Folge wurden alle Flugboote später an diesem Tag nach Port Moresby zurückgezogen. In den nächsten zwei Tagen meldeten Küstenbeobachter einen herannahenden Schiffskonvoi, und die verbleibende australische Garnison der A.I.F. wurde in kleinen Booten nach Vila auf Kolombangara evakuiert, nachdem sie ihre verbleibende Ausrüstung zerstört hatten.

## Die Invasion
Am 28. April verließ die Invasionsflotte unter Konteradmiral Shima Kiyohide Truk in Richtung Tulagi mit dem Minenleger Okinoshima, den Zerstörern Kikutsuki und Yūzuki, acht Hilfsminensuchbooten, sowie einigen kleineren Fahrzeugen und einem Transporter mit Teilen der 3. Kure-Speziallandungseinheit unter dem Kommando von Generalmajor Horii Tomitarō gemäß dem geheimen Einsatzbefehl Nr. 13 der Südseeflotte.
| Formation | Befehlshaber (4. Flotte)                                          | Stärke | Verantwortlichkeit |
| --- | ----------------------------------------------------------------- | --- | --- |
| Tulagi Invasionsflotte (RXB) | Kommandant der Minenlegerdivision 19 Konteradmiral Shima Kiyohide | - Minenlegerdivision 19 (Okinoshima) (ohne Tsugaru und Tokiwa) - Hälfte der 23. Zerstörerdivision (Kikuzuki, Yūzuki)** - 14. Minensucherflottille (Tama Maru, Hagoromo Maru, No. 2 Noshiro Maru)* - Nr. 1 und Nr. 2 Spezialminensucher - 56. U-Boot-Jagdgeschwader (No. 8 Tama Maru, No. 3 Toshi Maru) - 3. Kure-Speziallandungseinheit (in Teilstärke)*** - Azumayama Maru*, Kōei Maru - 7. Baukommando (in Teilstärke) | Tulagi-Offensive im Morgengrauen des 3. Mai Errichtung des Flugplatzes |
| Deckungsflotte | Kommandant der Kreuzerdivision 18 Konteradmiral Marumo Kuninori   | - Kreuzerdivision 18 (Tenryū, Tatsuta) - Kiyokawa Maru Fliegerkorps - Kamikawa Maru - Zwei speziell ausgerüstete Kanonenboote der 5. Kanonenbootschwadron (Nikkai Maru, Keijō Maru) - Shōei Maru - 14. Minensucherflottille (Hagoromo Maru, No. 2 Noshiro Maru) - 3. Kure-Speziallandungseinheit (in Teilstärke) | Schutz der Tulagi-Invasionstruppe Schutz der Port Moresby Invasionstruppe und Eskorte für die Südseeflotte Einrichtung von Invasionsbasen in Schlüsselgebieten Samarai-Offensive am 12. Mai |
| Die Tulagi Invasionsflotte wurde gemäß den Befehlen der „B-Schlachtbefehle“ umorganisiert, angegeben wie folgt: * an die Port Moresby Invasionsflotte ** an die Nauru und Ocean Island Invasionsflotte (Operation RY) *** an die Verteidigungsflotte des Bismarck-Archipels |                                                                   | | |

Die 3. Kure-Speziallandungseinheit besetzte Tulagi wie geplant ohne Widerstand im Morgengrauen des 3. Mai. Noch am selben Nachmittag wurden einige der japanischen Flugboote nach Tulagi vorgeschoben.

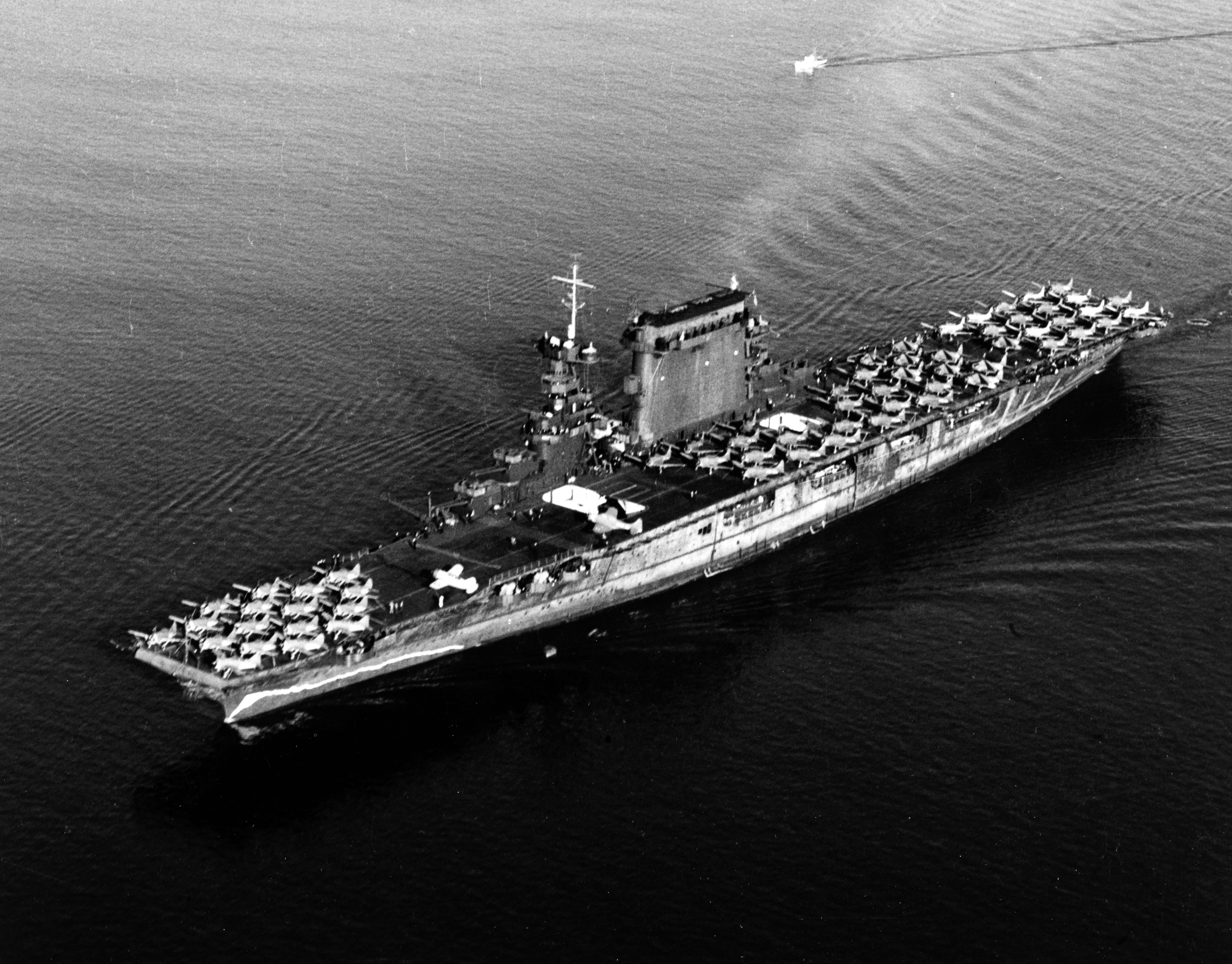
Die USS Lexington

## Der amerikanische Gegenangriff
Die amerikanischen Nachrichtendiensteinheiten in Pearl Harbor und Australien hatten japanische Signale abgehört und wussten, dass eine Operation zur Einnahme von Port Moresby gestartet worden war. Admiral Chester W. Nimitz hatte Konteradmiral Frank Jack Fletcher mit den Flugzeugträgern Yorktown (Task Force 17) und Lexington (Task Force 11) in das Gebiet befohlen um die japanische Invasionstruppe von Port Moresby anzugreifen und zu verhindern, dass sie die Stadt einnimmt. Die Lexington war für eine schnelle Überholung kurzfristig nach Pearl Harbor zurückgekehrt. Während dieser Zeit hatte sie ihre veralteten 8-Zoll-Geschütztürme entfernen lassen und die Staffel VF-3 gegen ihre eigene Staffel VF-2 getauscht, die nun mit den neuen F4F-Wildcats ausgestattet war. Die Lexington und ihre Eskortschiffe wurden gerade aufgetankt, als die Nachricht von der Tulagi-Invasion eintraf. Daher entschied sich Fletcher mit der Yorktown diesen exponierten Teil der japanischen Flotte anzugreifen.

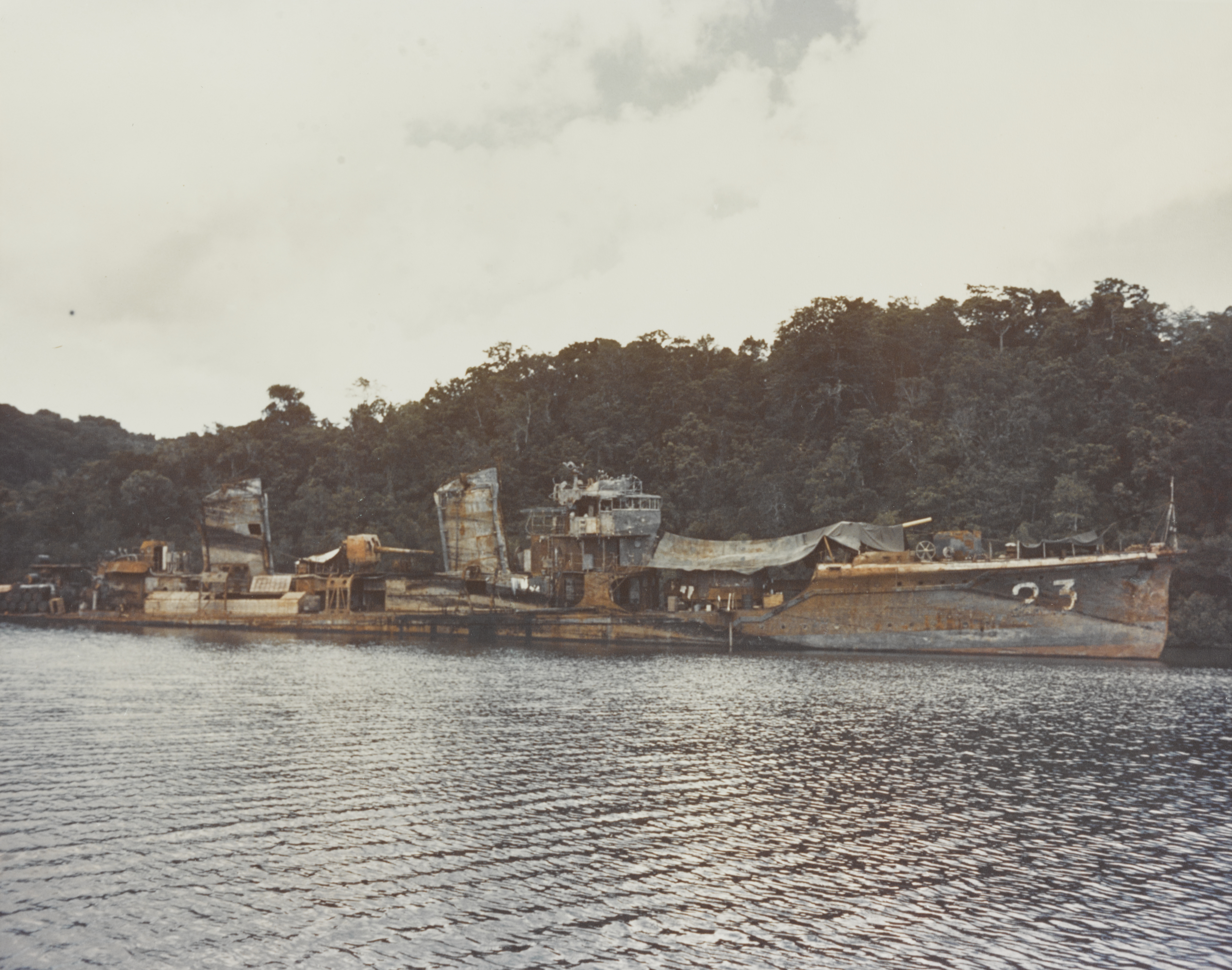
Das Wrack der Kikuzuki in der Purvis Bucht, Florida Island (Foto von 1944)

Fletchers Träger erreichten am 4. Mai  um 6:30 Uhr ihre Startposition für die Flugzeuge, etwa 260 Kilometer südwestlich von Guadalcanal. Zwölf Torpedobomber und 28 Sturzkampfbomber starteten den Angriff. Es wurde eine Serie von drei Angriffen auf Tulagi geflogen; der erste um 8:15 Uhr und der letzte um 15:00 Uhr. Die amerikanischen Piloten waren der Überzeugung, sie hätten zwei Zerstörer, einen Frachter und vier Kanonenboote versenkt, einen leichten Kreuzer an Land gelegt und einen dritten Zerstörer, einen weiteren Frachter und einen Wasserflugzeugtender schwer beschädigt. Dies war aber zu optimistisch. Die japanischen Verluste bei Tulagi waren tatsächlich der Zerstörer Kikuzuki, der umgebaute Minensucher Tama Maru und die Minensucher No. 1 und No. 8 waren beschädigt worden. Die Japaner hatten 87 Tote und 124 Verwundete zu beklagen. Die Amerikaner verloren drei Flugzeuge; einen Torpedobomber und seine Besatzungsmitglieder, sowie zwei Jäger, von denen die Piloten gerettet werden konnten.

## Die japanische Reaktion
Die Angriffe auf Tulagi durch trägergestützte Flugzeuge zeigten den Japanern, dass die US-Kampfeinheiten in die Region vorgerückt waren. Die Meinung aus der Zentrale der Kombinierten Flotte lautete wie folgt:

„Im Vertrauen auf die Stärke der 5. Luftflottille wird es möglich sein, die feindlichen Flugzeugträger, die uns seit Beginn des Krieges entgangen sind, zu entdecken und zu zerstören. Dies wird uns nicht nur große Freude bereiten, sondern auch den Feind angemessen über unsere Stärke informieren. Die Südseeflotte hat sich nach geeigneten harten Kämpfen gesehnt, da bis zum Abschluss der Operation Port Moresby gute Chancen auf Angriffe feindlicher Flugzeugträger bestanden.“

Anstatt jedoch mit Flugzeugen vorzurücken, fürchtete die 5. Luftflotte die Alliierten und zog sich zurück, besorgt, die US-Trägerflotte nicht besiegen zu können:
Durchtelegrafiert vom Kommandant der 4. Flotte am 4. Mai um 7:20 Uhr:

„1. Die Alliierte Task Force befindet sich im Umkreis von 370 Kilometern um Tulagi.
2. Die Port Moresby Carrier Force wird sofort auf die feindliche Task Force zugehen und sie zerstören.“

Nach Erhalt der Nachricht stellte die Trägerstreitmacht (5. Luftflottille) sofort das Auftanken ein und nahm Kurs gen Süden. U-Boot-Einheiten begaben sich unverzüglich zur geplanten Aufstellungslinie.
Die Südseeflotte blieb von ihrer Luftstärke überzeugt und beschloss, mit der Invasion von Port Moresby wie geplant fortzufahren. Die Tulagi-Invasionseinheit wurde während der Angriffe nach Norden zurückgezogen, aber die Port Moresby Invasionsflotte wurde angewiesen, Rabaul planmäßig zu verlassen. So kam es in der Folge zur Schlacht im Korallenmeer.

## Nach der Invasion
Die Japaner errichteten auf Tulagi eine Basis für ihre Wasserflugzeuge, eine Schiffsbetankungs- und Kommunikationsbasis mit unterstützenden Einrichtungen auf Gavutu, Tanambogo und Florida Island. Auf der Nachbarinsel Guadalcanal bei Lunga Point errichteten sie ein strategisch wichtiges Flugfeld.
Shimas Flaggschiff, die Okinoshima, wurde am 12. Mai vom amerikanischen U-Boot S-42 versenkt.
Ende Mai forderte Admiral Nimitz die Wiederbesetzung der Insel mit dem 1st Raider Bataillon. Die Idee wurde jedoch von General Douglas McArthur, dem Kommandeur der US-Bodentruppen im Pazifik, abgelehnt, da es an Kampftruppen mangelte, die Tulagi nach der Rückeroberung halten könnten.
Erst am 7. August 1942 landete Generalmajor Edsons 1st Raider Bataillon auf Tulagi.